# Перша чоловіча класична гімназія (Дніпро)
Пе́рша чолові́ча класи́чна гімна́зія — найстаріший заклад середньої освіти для чоловіків у Катеринославі (нині — місто Дніпро). Заснована 1805 року. Пам'ятка архітектури національного значення, охоронний № 1062, згідно з постановою РМ УРСР від 06.09.1979 № 442. Зараз у будівлі розміщується навчальний корпус № 3-А Дніпровського державного медичного університету МОЗ України.

## Історія
Катеринославська чоловіча класична  гімназія була створена на базі Головного народного училища губернії. Урочисте відкриття відбулося 1 серпня 1805 р. На ньому були присутні відомі громадяни міста, Катеринославський губернатор П. І. фон Берг та професор Харківського університету А. І. Стойкович. За результатами іспитів до гімназії було зараховано 36 учнів: 28 до першого та 8 до другого класу. Заняття розпочалися вже 2 серпня 1805 р.
У 1858-1862 рр. на Соборній площі було збудоване нове приміщення класичної гімназії. Автором проєкту був архітектор І.М. Скотников. Це був довгий двоповерховий будинок у класичному стилі. На першому його поверсі містився пансіон, учительська кімната, ряд кабінетів (природничий, мінералогічний, зоологічний, археологічний і нумізматичний) і службові приміщення.
Першим директором (1805—1831 рр.) став видатний діяч у галузі культури й освіти Придніпров'я Дмитро Тимофійович Мізко. За підтримки Харківського університету йому вдалося створити міцну матеріальну базу закладу. У 1805—1806 рр. у його бібліотеці налічувалося 8738 екземплярів підручників, «20 фігур для вивчення природничої історії», 50 карт, а в 1812 р. із Лейпцига було виписано 705 книжок латинською, грецькою, французькою та німецькою мовами.
Кількість учнів навчального закладу постійно зростала: якщо перший випуск гімназистів 1808 р. складався з 3-х осіб, то в 1835 р. повний курс навчання пройшли 355 учнів. 1883 рік був рекордним: випускниками гімназії стали 511 осіб. Переважна більшість випускників належала до привілейованих станів: це були діти дворян, купців і чиновників. При цьому вперше плату за навчання в Катеринославській гімназії ввели лише в 1845 році, вона становила 5 крб сріблом. З розширенням гімназії зростала й плата за навчання: у 1871 року вона становила 30 крб, а на початку XX ст. сягала 350 крб. Для полегшення умов навчання й проживання гімназистів у 1882 р. було створено «Товариство для допомоги нужденним учням», кошти до якого надходили у вигляді пожертв окремих осіб та установ. За ці кошти купувались підручники й форма, оплачувалося лікування малозабезпечених учнів.
У зв'язку з потребами в освіті та змінами в суспільстві протягом 100 років роботи гімназії її статут змінювався 5 разів. У 1805—1837 рр. Катеринославська гімназія була губернською, від 1837 — міською. 19 листопада 1864 р. вона отримала статус міської класичної, а з 1911 року почала називатися першою класичною чоловічою гімназією. Спочатку курс навчання тривав 4 роки, згодом — 7, а на початок XX ст. він становив 9 років: підготовчий та 8 основних класів.
Особливу увагу в гімназії приділяли вивченню мов та класичної літератури. На початку XIX ст. учні вивчали французьку, німецьку та латинську мови, географію, історію, політекономію, філософію та словесність, математику, фізику, природознавство й малювання. Охочі вивчали також фортифікацію та артилерію. 1828 р. з навчальних планів вилучили філософію, природознавство, та політекономію, натомість ввели грецьку мову, Закон Божий, священну та церковну історію. З виникненням спеціалізованих навчальних закладів для військових інженерів, з програми гімназії вилучили курси фортифікації та артилерії.
Із встановленням радянської влади гімназію було ліквідовано, а в приміщеннях розташувався Вищий інститут народної освіти. У 1922 р. будівлю закладу було передано медичному інституту, який відкрив у ній санітарно-гігієнічний факультет у 1931 р. Нині в будівлі розміщується навчальний корпус № 3-А ДЗ «Дніпропетровський державний медичний університет МОЗ України».

### Директори гімназії[4]
- Мізко Дмитро Тимофійович (1805—1831)
- Ковалевський Яким Якович (1831—1842)
- Фовицький Гавриїл Михайлович (1842—1846)
- Грахов Яків Дмитрович (1846—1862)
- Даль Володимир Миколайович (1862—1864)
- Білий Микола Іванович (1864—1867)
- Коленко Захар Васильович (1867—1873)
- Кустовський Григорій Максимович (1873—1877)
- Алаєв Микола Степанович (1877—1881)
- Зозулін Василь Корнійович (1881—1886)
- Андрієвський Олександр Іванович (1886—1900)
- Драгош Кирило Йосипович (1900—1904)
- Щербинський Микола Пилипович (з 1904)

## Пам'ятка архітектури національного значення[3]

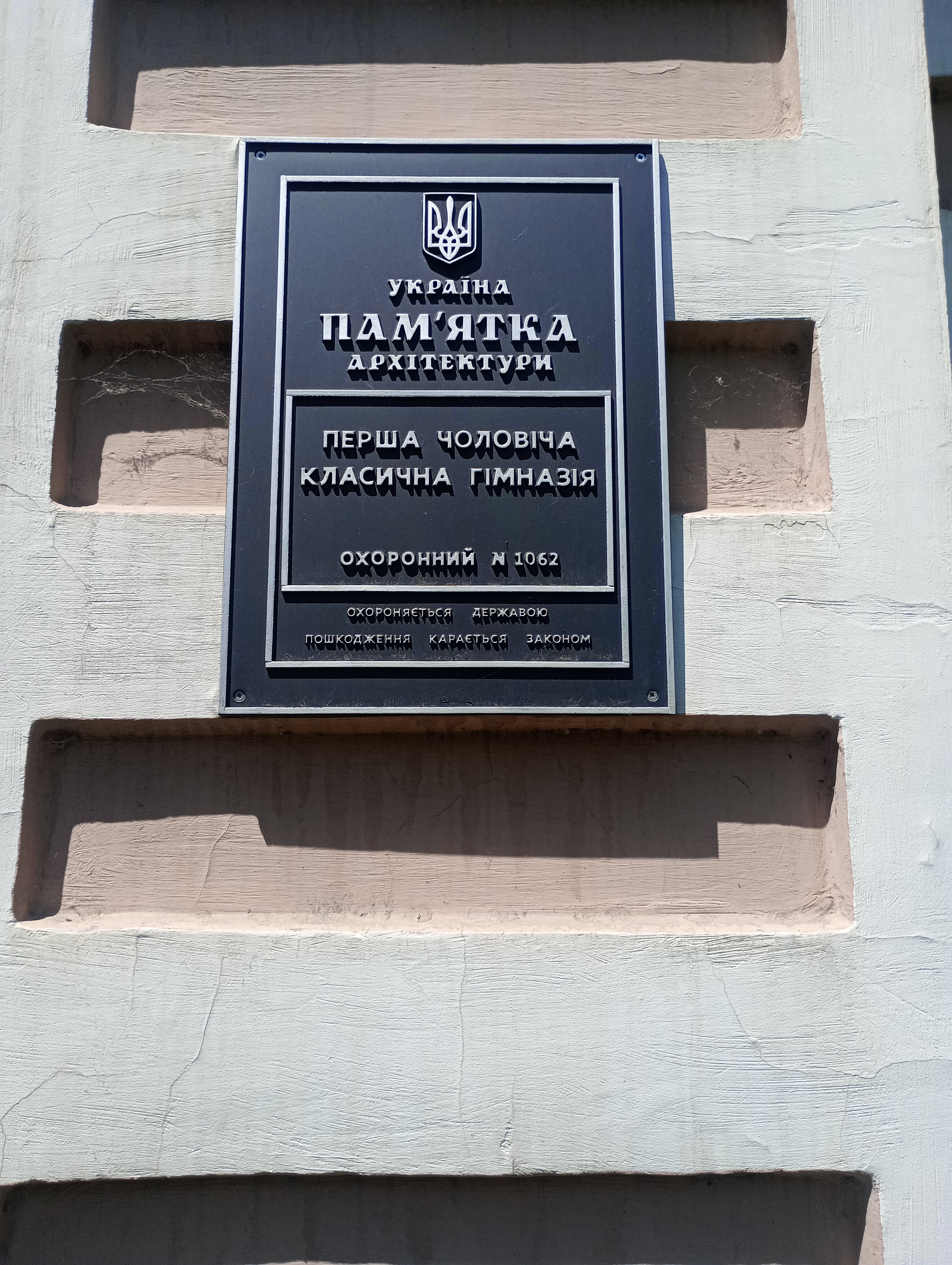
Охоронна табличка. Пам'ятка архітектури — Перша чоловіча класична гімназія у м. Дніпро

Перша дерев'яна будівля чоловічої гімназії знаходилася на перехресті сучасної вул. Воскресенської (тоді Проточної) та Князя Володимира (Дворянської). Зростання міста викликало потребу в новій, краще пристосованій та обладнаній, більшій споруді. У 1858—1861 рр. за проєктом архітектора І. М. Скотнікова була зведена нова Катеринославська чоловіча гімназія, яка й нині розташовується на площі Соборна, 2 в м. Дніпро. ЇЇ фасади були виконані в стилі пізнього російського класицизму. Однак через погану якість будівельних робіт споруда потребувала щорічних ремонтів.
У 1888—1896 рр. за проєктом Е. Харманського проводиться повна реконструкція будівлі гімназії: здійснюється укріплення даху й перекриття, відновлення тиньку та фарбування фасадів, влаштовуються кам'яні сходи, проводиться заміна вікон, дверей, печі, підлоги, влаштовується вентиляція. На першому поверсі споруди розташовується низка кабінетів та службових приміщень, пансіон та учительська кімната. На другому поверсі — 11 класних кімнат, домова церква (колишній актовий зал), фізичний кабінет та бібліотека. До бічних крил здійснюються двоповерхові прибудови для ватерклозетів, пральні, бані, кухні, приміщення для прислуги та ін. У 1904 р. з правої сторони головного фасаду було прибудовано двоповерховий корпус у стилі модерн за проєктом С. Харманського. На першому поверсі був розташований гімнастичний зал, на другому — актовий.
У роки громадянської війни в будівлі гімназії розмістився військовий шпиталь. Радянська влада ліквідувала чоловічу гімназію, а в 1922 р. передала споруду медичному інституту.
У 1943 р. під час звільнення міста зведена 1904 р. прибудова повністю згоріла, її стіни були розібрані після війни. 1979 р. під час будівництва нового корпусу медичного інституту праве крило будинку було знесено, зведено нову зовнішню стіну, а до нового фасаду прибудовано новий двоповерховий корпус. На той час будівля Першої чоловічої класичної гімназії уже перебувала в статусі пам'ятки архітектури національного значення.